# Dirceu Cabarca
Dirceu Cabarca (Santa Librada, Panamá, 13 de febrero de 1985) es un boxeador profesional panameño que luchó por el título de Peso minimosca del CMB en 2013.

## Carrera profesional
El 10 de julio de 2006, fue su debut profesional en la derrota contra David Paz por decisión mayoritaria en el Centro de Convenciones Atlapa, el 15 de marzo de 2012, Cabarca peleó contra Manuel Vides por el título Supermosca de la Comisión de Boxeo Profesional Panamá ganándole por Decisión unánime en el octavo asalto, el 12 de enero de 2013, Cabarca peleó contra Adrián Hernández por el título de peso mosca ligero del CMB, pero perdió por decisión unánime en el duodécimo asalto. El 20 de abril de 2013, Cabarca derrotó a Alcides Martínez por decisión mayoritaria en el duodécimo asalto para ganar el título de peso mosca ligero FECARBOX del CMB. El 3 de agosto de 2013, pierde el título de peso mosca ligero FECARBOX del CMB contra Edwin Díaz por Decisión por mayoría en la Arena Roberto Duran.

## Récord Profesional
| 17 Ganadas (6 knockouts), 11 Derrotas (1 knockouts), 0 Empates |        |                   |      |              |            |                                                                        |                                         |
| Res.                                                           | Récord | Oponente          | Tipo | Round Tiempo | Fecha      | Lugar                                                                  | Notas                                   |
| P                                                              | 17-11  | Gilberto Pedroza  | UD   | 6 (6)        | 2017-04-15 | Centro de Convenciones Vasco Núñez de Balboa, Ciudad de Panamá, Panamá |                                         |
| P                                                              | 17-10  | Dionis Martínez   | TD   | 3 (6)        | 2017-02-16 | Centro de Convenciones Vasco Núñez de Balboa, Ciudad de Panamá, Panamá |                                         |
| G                                                              | 17-9   | Iwier Henríquez   | SD   | 6 (6)        | 2015-05-27 | Centro de Convenciones Vasco Núñez de Balboa, Ciudad de Panamá, Panamá |                                         |
| G                                                              | 16-9   | Ezequiel Asprilla | UD   | 6 (6)        | 2015-04-23 | Centro de Convenciones Atlapa, Ciudad de Panamá, Panamá                |                                         |
| P                                                              | 15-9   | Carlos Melo       | SD   | 8 (8)        | 2014-01-25 | Gimnasio Los Naranjos, Boquete, Panamá                                 |                                         |
| P                                                              | 15-8   | Edwin Díaz        | MD   | 8 (8)        | 2013-08-03 | Arena Roberto Duran, Juan Díaz, Panamá                                 | Pierde el título FECARBOX Minimosca CMB |
| G                                                              | 15-7   | Javier Tello      | TKO  | 5 (8)        | 2013-06-22 | Gimnasio Los Naranjos, Boquete, Panamá                                 |                                         |
| G                                                              | 14-7   | Alcides Martínez  | MD   | 8 (8)        | 2013-04-20 | Arena Roberto Duran, Juan Díaz, Panamá                                 | Gana el título FECARBOX Minimosca CMB   |
| P                                                              | 13-7   | Adrián Hernández  | UD   | 12 (12)      | 2013-01-12 | Deportivo Agustín Ramos Millán, Toluca, Panamá                         | Por el título mundial Minimosca CMB     |
| G                                                              | 13-6   | Johnatan Bravo    | TKO  | 6 (8)        | 2012-10-25 | Arena Roberto Duran, Juan Díaz, Panamá                                 |                                         |
| G                                                              | 12-6   | Manuel Vides      | SD   | 8 (8)        | 2012-03-15 | Arena Roberto Duran, Juan Díaz, Panamá                                 | Gana el Título Supermosca CBPP          |
| P                                                              | 11-6   | Karim Guerfi      | UD   | 6 (6)        | 2011-10-22 | Arena Roberto Duran, Juan Díaz, Panamá                                 |                                         |
| G                                                              | 11-5   | Ezequiel Asprilla | UD   | 8 (8)        | 2011-08-30 | Hotel Véneto, Ciudad de Panamá, Panamá                                 |                                         |
| G                                                              | 10-5   | José Calvo        | UD   | 6 (6)        | 2011-06-02 | Hotel Véneto, Ciudad de Panamá, Panamá                                 |                                         |
| G                                                              | 9-5    | Humberto Peña     | UD   | 6 (6)        | 2011-03-15 | Hotel Véneto, Ciudad de Panamá, Panamá                                 |                                         |
| P                                                              | 8-5    | Edwin Díaz        | TKO  | 5 (8)        | 2010-11-30 | Centro de Convenciones Atlapa, Ciudad de Panamá, Panamá                |                                         |
| G                                                              | 8-4    | Javier Tello      | TKO  | 3 (8)        | 2010-08-14 | Arena Roberto Duran, Juan Díaz, Panamá                                 |                                         |
| P                                                              | 7-4    | Ulises Solís      | UD   | 8 (8)        | 2009-09-15 | Plaza de Toros, Cancún, México                                         |                                         |
| G                                                              | 7-3    | Javier Coronado   | UD   | 6 (6)        | 2009-07-21 | Centro de Convenciones Atlapa, Ciudad de Panamá, Panamá                |                                         |
| P                                                              | 6-3    | Ezequiel Asprilla | UD   | 6 (6)        | 2009-02-19 | Centro de Convenciones Atlapa, Ciudad de Panamá, Panamá                |                                         |
| G                                                              | 6-2    | José Mena         | SD   | 6 (6)        | 2008-08-19 | Centro de Convenciones Atlapa, Ciudad de Panamá, Panamá                |                                         |
| G                                                              | 5-2    | Edwin Díaz        | TKO  | 1 (6)        | 2008-07-02 | Centro de Convenciones Atlapa, Ciudad de Panamá, Panamá                |                                         |
| G                                                              | 4-2    | John Jiménez      | TKO  | 3 (4)        | 2007-09-22 | Arena Roberto Duran, Juan Díaz, Panamá                                 |                                         |
| G                                                              | 3-2    | Edgar González    | TD   | 3 (4)        | 2007-06-01 | Domo de la Universidad de Panamá, El Cangrejo, Panamá                  |                                         |
| G                                                              | 2-2    | John Jiménez      | TKO  | 3 (4)        | 2006-12-29 | Gimnasio Municipal, Antón, Panamá                                      |                                         |
| P                                                              | 1-2    | César Gaitán      | SD   | 4 (4)        | 2006-11-14 | Centro Penitenciario El Renacer, Gamboa, Panamá                        |                                         |
| G                                                              | 1-1    | José Mena         | MD   | 4 (4)        | 2006-07-15 | Gimnasio Municipal, Antón, Panamá                                      |                                         |
| P                                                              | 0-1    | David Paz         | UD   | 4 (4)        | 2006-06-10 | Centro de Convenciones Atlapa, Ciudad de Panamá, Panamá                |                                         |